# Peter Mitterrutzner
Peter Mitterrutzner (Albes, 27 giugno 1942) è un attore italiano di lingua tedesca del teatro, del cinema e della televisione.

## Biografia e attività
Le sue prime recitazioni si sono avute nei primi anni settanta nella parrocchia di Albers, ed è stato cofondatore del Rittner Sommerspiele, compagnia teatrale di Renon, nella quale è regista e attore. In campo teatrale lavora tra l'Alto Adige, il Tirolo e la Baviera.
Dal 1989 è attivo anche come attore televisivo in varie produzioni della ORF, ZDF e Rai Sender Bozen, ed ha avuto qualche partecipazione in film di produzione austriaca e tedesca.
Ha lavorato come tipografo alla casa editrice R. Oldenbourg Verlag di Monaco di Baviera, e dal 1995 ricopre l'incarico di direttore dello stabilimento tipografico dell'Athesia.

## Filmografia parziale

### Cinema
- La prima neve, regia di Andrea Segre (2013)

### Televisione
- La libertà dell'aquila – film TV, regia di Xaver Schwarzenberger (2002)